# Hegèloc d'Atenes
Hegèloc (en llatí Hegelochus, en grec antic Ἡγέλοχος) fou un comandant atenenc que va dirigir les forces de la seva ciutat per protegir els camps dels mantineans contra la cavalleria tebana i tessàlia quan Epaminondes va atacar Mantinea el 362 aC. Encara que Xenofont parla del fet sense donar el seu nom, si que el dona Diodor de Sicília.